# Cicurina loftini
Cicurina loftini là một loài nhện trong họ Dictynidae.
Loài này thuộc chi Cicurina. Cicurina loftini được miêu tả năm 2004 bởi Cokendolpher.